# Kalanchoe bouvetii
Kalanchoe bouvetii är en fetbladsväxtart som beskrevs av R.-hamet och Perrier. Kalanchoe bouvetii ingår i släktet Kalanchoe och familjen fetbladsväxter. Inga underarter finns listade i Catalogue of Life.